# Kate & Leopold
Kate & Leopold ist eine US-amerikanische Liebeskomödie aus dem Jahr 2001, in der sich zwei in verschiedenen Jahrhunderten geborene Menschen treffen und ineinander verlieben. Sie werden gespielt von Meg Ryan und Hugh Jackman.

## Handlung

### Kurzfassung
Stuart Besser entdeckt die Möglichkeit, durch einen sporadisch auftretenden Riss in der Zeit in die Vergangenheit zu reisen. Im Jahr 1876 wird er von Leopold beobachtet, der ihm in die Zukunft folgt. Dort trifft Leopold auf die Karrierefrau Kate McKay. Mit seinem Charme und seinen Umgangsformen beeindruckt er die von Männern enttäuschte Kate. Es entwickelt sich eine Romanze zwischen den beiden.

### Text aus dem fiktiven Geschichtsbuch
Stuart Besser schlägt am Anfang des Films, kurz nach der Rückkehr in das Jahr 2001, ein Geschichtsbuch auf, in dem einige Angaben über Leopold zu lesen sind: Leopold ist dritter Herzog von Albany und der Erfinder des Aufzugs. Geboren wurde er am 6. April 1845 in New Framptomshire, England. Er starb am 23. April 1920 in New York. Seine 1876 bereits verstorbenen Eltern sind Lord George Stuart Graves Walker Thomas Mountbatten, zweiter Herzog von Albany, und Sarah Victoria, Erbin von Sachsen. Leopold geht in Eton zur Schule. Er wird von seinem Onkel Millard, dem zweiten Earl von Yearl, nach New York gerufen, um sich dort eine Frau zu wählen. Sein Selbststudium in Maschinenbau und Physik setzt er in New York fort. Er findet dort die Frau seiner Träume und wird weiter in seinem Erfindergeist inspiriert.

### Handlung
Während einer Rede an der Baustelle der Brooklyn Bridge am 28. April 1876 weckt ein sich seltsam verhaltender Mann das Interesse von Leopold. Als er ihn ansprechen will, flieht dieser in einer Droschke.
Später stellt Leopolds Onkel ihm ein Ultimatum: Er soll sich unter den anwesenden weiblichen Gästen eine möglichst vermögende Braut auswählen. Doch Leopold scheint nicht bereit zu sein, auf dieses Ultimatum einzugehen, da für ihn auch die Liebesgefühle wichtig sind. Während dieser Feier sieht er den fremden Mann wieder und kann ihm diesmal folgen. Nach einer Verfolgung mit Droschke und zu Pferd in der regnerischen Nacht klettern die beiden auf das Gerüst der Brückenbaustelle, stürzen hinunter und fallen durch das Zeitportal in das Jahr 2001.
Stuart Besser legt den ihm gefolgten, bewusstlosen Leopold auf die Couch in seinem Zimmer. Er zieht ihm die Stiefel und seine Jacke aus. Gleichzeitig kommt ein Stockwerk tiefer Kate McKay nach Hause. Stuart und Kate haben einen Monat zuvor eine vierjährige Beziehung beendet. Sie ruft ihn an, um von ihm ihren Organizer zurückzubekommen. Während dieses Telefongesprächs erzählt ihr Stuart von der Zeitreise, aber Kate glaubt ihm diese Geschichte nicht. Als sie auch noch über ihre beendete Beziehung sprechen, kommt es zu einem für Kate sehr deprimierenden Dialog: „Weißt du was, Stuart? Ich habe meine besten Jahre an dich vergeudet.“ Seine Antwort: „Das waren deine besten?“
Am nächsten Morgen erwacht Leopold. Er sieht zum ersten Mal Kate, die über die Feuerleiter hinaufgestiegen ist. Doch Stuart warnt ihn: „Die Frauen haben sich seit Ihrer Zeit verändert, Leopold. Sie sind gefährlich geworden.“
Noch bevor Stuart Leopold auf das Leben im 21. Jahrhundert einstellen kann, zwingt ihn sein Hund, mit ihm Gassi zu gehen. Unglücklicherweise fällt Stuart dabei in den leeren Fahrstuhlschacht. Er wird in ein Krankenhaus gefahren und später auf Grund seiner Erzählungen in die Psychiatrie eingewiesen.
Leopold muss die ihm fremde Welt selbst erkunden. Er entdeckt Fernseher, die Geheimnisse des Badezimmers (Toilette, Rasierzeug) usw. Eine Polizistin erklärt ihm auch, dass Hundekot von den Straßen New Yorks entfernt werden muss. Besonders freut er sich, als er die noch existierende East River Bridge (Brooklyn Bridge) entdeckt.
Kate geht an diesem Morgen in ihr Büro. Sie ist Marktforscherin bei CRG Research. Ihre Liebesromane lesende Sekretärin Darci stimmt sie auf die Aufgaben des Tages ein. Doch Kate interessiert sich nur für die Informationen über ihren Chef J. J. Camden und die Beförderung, die er ihr demnächst gewähren könnte. J. J. bestellt sie in sein Büro und lobt ihre Arbeit. Und hier erfährt sie den nächsten Angriff auf ihre Weiblichkeit: „Sie klammern sich nicht an Illusionen. Sie lassen sich nicht von Emotionen leiten. Sie spielen nicht die Hübsche.“ – „Tu ich nicht?“ „Sie sind wie ein Mann. […] Sie verstehen die Frauen, aber Sie gehören nicht wirklich dazu.“
Zurück in Stuarts Wohnung lernt Leopold Kates Bruder Charlie kennen, einen Schauspieler. Als Kate nach einem Besuch des im Krankenhaus liegenden Stuart heimkehrt, findet sie ihren Bruder in der oberen Wohnung und macht ihm Vorwürfe, weil er Leopold bei ihr zum Abendessen eingeladen hat. Sie will nichts mehr mit Stuart und seinen exzentrischen Freunden zu tun haben. Sie glaubt nach wie vor nicht, dass Leopold aus der Vergangenheit kommt. Als Leopold davon erzählt, wirft sie ihn genervt aus ihrer Wohnung.
Am nächsten Tag macht Kate gerade Entspannungsübungen, als ein Feueralarm sie in die Wohnung von Stuart führt. Leopold hat den Alarm durch das Toasten von Brot ausgelöst. Die folgende Diskussion beendet Leopold mit der Aussage: „…dann verstehen Sie, dass das Leben nicht ausschließlich aus Geldnoten, sondern auch aus Geschmacksnoten besteht.“ Kate ist beeindruckt von seiner Ausdrucksweise und nimmt ihn mit in ihr Werbestudio, um ihn einen Text lesen zu lassen. Alle sind von Leopold begeistert und engagieren ihn für einen Werbefilm.
Kate will ein Taxi nehmen, während Leopold eine am Straßenrand stehende Droschke bevorzugen würde. Da wird ihr die Handtasche entrissen. Sie verfolgt den Dieb durch einen Park, bricht die Verfolgung aber nach einiger Zeit ab. In diesem Moment reitet Leopold mit dem Droschkenpferd heran, zieht Kate hinter sich auf das Pferd, verfolgt und stellt den Dieb. Bei der anschließenden Kutschenfahrt durch den Park ist Kate sehr still und beginnt allmählich zu glauben, dass Leopold tatsächlich aus dem 19. Jahrhundert kommt.
Charlie nimmt Leopold mit in eine Kneipe und stellt ihm seinen Schwarm Patrice und seine Freunde vor. Mit allen Mitteln versucht Charlie, Patrice zu gefallen. Doch dann beginnt Leopold, die Damen am Tisch mit seinem Wissen über den Louvre und die Kunst für sich zu gewinnen. Charlie ist eifersüchtig, weil Leopold damit in den Vordergrund tritt, und bringt dies auf dem Heimweg deutlich zur Sprache. Doch Leopold zieht eine Serviette mit der Telefonnummer von Patrice aus der Tasche. Er hat ihr von Charlies Zuneigung erzählt und will nun Charlie helfen, sie für sich zu gewinnen. Mit Hilfe von Leopold schafft es Charlie anderntags am Telefon, Patrice zu einer Verabredung zu bewegen.
Als Leopold mitbekommt, dass J. J. mit Kate essen gehen will, warnt er sie vor dessen Absichten. Er macht sich Sorgen um sie, da er spürt, dass dieser mehr von ihr will als nur ein Geschäftsessen, anderseits kann auch Leopold eine gewisse Zuneigung zu Kate nicht mehr abstreiten. Als das Abendessen beinahe vorüber ist und J. J. mit keinem Wort die mögliche Beförderung erwähnt hat, sondern nur vor Kate geprahlt hat, tauchen Leopold und Charlie auf. Leopold widerlegt J. J.s Behauptungen und Angebereien und wirft J. J. vor, er wolle sein Arbeitgeberverhältnis nur nutzen, um Kate ins Bett zu bekommen. Darauf verlässt Leopold das Lokal. An diesem Abend schreibt er Kate einen Brief mit einer Einladung zu einem Abendessen. Mit Unterstützung von Charlie und Darci willigt Kate schließlich ein.
Als Kate das Dach des Wohngebäudes betritt, wird sie bereits von Leopold erwartet. Kerzen brennen, ein Violinist spielt, der Tisch ist gedeckt. Während des Essens kommen die beiden auf die Liebe zu sprechen, und Kate zeigt sich enttäuscht davon: „Vielleicht ist das mit der Liebe auch nur die Erwachsenenversion vom Weihnachtsmann.“ Sie tanzen und küssen sich schließlich.
Zwei Tage später wird der Werbespot gedreht, und Leopold spielt großartig. Erst als er das beworbene Produkt testet und als geschmacklich furchtbar befindet, verweigert er die weitere Zusammenarbeit. Im folgenden Streit mit Kate gehen ihre Anschauungen weit auseinander: Er weigert sich, gegen seine Überzeugung für etwas zu werben, sieht das als Lüge an. Kate dagegen sieht ihre Karrierechancen und ihren Lebensstandard. Schließlich gibt Leopold nach. Doch Kate sieht ihre Beziehung als gescheitert an, obwohl sie es zutiefst bedauert.
Stuart kann aus der Psychiatrie entkommen, eilt in seine Wohnung zu Leopold und bringt ihn durch das sich bald schließende Portal wieder zurück in die Vergangenheit.
Kate wird in J. J.s Büro gerufen. Er verspricht ihr die Beförderung zur Leiterin des New Yorker Büros. Am Abend will er das während einer Feier offiziell verkünden. Die erste Handlung von Kate ist, Leopold anzurufen. Sie will sich wieder mit ihm versöhnen. Doch da er sich bereits wieder in der Vergangenheit aufhält, schaltet sich nur der Anrufbeantworter ein. Stuart hört den aufgesprochenen Text des Anrufbeantworters mit. Charlie kommt hinzu und sieht die Fotos, die Stuart während seines Aufenthalts im 19. Jahrhundert gemacht hat. Er entdeckt, dass auf einem der Bilder auch Kate fotografiert worden ist, was beweist, dass sich Kate ebenfalls in der Vergangenheit aufgehalten haben musste. Beide machen sich auf die Suche nach ihr. Sie finden sie im ehemaligen Haus von Leopolds Onkel, wo zufällig die für den Abend geplante Feier stattfindet. Charlie und Stuart überzeugen Kate davon, den Zeitsprung zu wagen und mit ihnen zur Brooklyn Bridge zu gehen.
Das Vorhaben gelingt und Kate kommt am 28. April 1876 gerade rechtzeitig im Haus von Leopolds Onkel an, als Leopold den Namen seiner Braut verkünden will. Im Gegensatz zum erstmaligen Zeitablauf hat Leopold sich entschieden, nachdem er wieder in der Vergangenheit angekommen ist, auf das Ultimatum seines Onkels einzugehen. Als er Kate sieht, wählt er sie zur Überraschung aller Anwesenden zu seiner Gemahlin. Das Paar bleibt im 19. Jahrhundert.

## Trivia
Leopolds voller Name im Buch wird wie folgt genannt: Leopold Alexis Elija Graves Walker Thomas Mountbatten. Er selbst zitiert seinen vollen Namen in der deutschen und englischen Fassung des Films wie folgt: Leopold Alexis Elija Walker Thomas Gareth Mountbatten. Vermutlich wurde der Name auf Betreiben der Filmproduktion geändert, um Verwechslungen mit Elisha Graves Otis, dem Erfinder einer sicheren Aufzugbremse und Gründer einer bekannten Aufzugsherstellungsfirma, zu vermeiden. Der Name von Leopolds Butler lautet wohl nicht zufällig ebenfalls Otis. Eine historische Person Leopold Duke of Albany existierte tatsächlich und hielt sich sogar – wenn auch erst im Jahr 1880 – in New York auf; damit endet jedoch weitgehend die Parallele mit der Filmfigur.

## Kritiken
James Berardinelli schrieb zu Kate & Leopold, dass die „Chemie zwischen den Hauptdarstellern angenehm stimmig“ sei und der Film gut unterhalte, jedoch mit einer Länge von fast zwei Stunden etwas zu lang dauere. Roger Ebert war der Meinung, dass die Komödie einige „drollige“ Szenen enthalte und gut funktioniere, weil der Zuschauer die Gutherzigkeit der Figuren liebe.
Im Lexikon des internationalen Films wird der Film als „vergnügliche Unterhaltung mit melodramatischen Akzenten“ gelobt, die vom „perfekten Spiel ihres Hauptdarstellers“ und der „detailfreudigen Ausstattung“ lebe. Zudem sei die „Rückbesinnung auf innere Werte“ ein Thema.
Die Kinozeitschrift Cinema kritisierte: „Leider überfrachtet „Copland“-Regisseur James Mangold die hübsche Idee vom Jahrhunderttrip mit Reiseziel Happy End ohne Not: Durch seine Komödie wuseln derart viele Nebenfiguren, dass es ihm nicht gelingt, die Erzählstränge zu einem schlüssigen Ende zu verknüpfen. Das mindert jedoch nicht den liebenswerten Charme, der wunderbar zu einem verregneten Kino-Sonntag passt.“

## Auszeichnungen
Das Titellied Until von Sting wurde für den Oscar nominiert und gewann den Golden Globe Award in der Kategorie Bester Filmsong.
Hugh Jackman war als Bester Hauptdarsteller für den Golden Globe nominiert.
Die Deutsche Film- und Medienbewertung FBW in Wiesbaden verlieh dem Film das Prädikat wertvoll.